# Colle Cesarò
Il colle Cesarò è un rilievo della Sicilia nord-occidentale, facente parte della catena montuosa di Palermo.
Posto all'interno del territorio del comune di Partinico, sovrasta la città con i suoi 500 m. di altitudine.
Nel dialetto locale è chiamato "A Muntagna du Rè". Anticamente il colle era meta di pellegrinaggio da parte dei paesani che ringraziavano la croce situata sulla cima per la protezione della città. Il colle è attraversato dalla statale 187, soggetto a pericolo di caduta massi.
Ai piedi del rilievo è posto Palazzo Ram, antico palazzo costruito da una famiglia nobile spagnola. Vi è inoltre un anfiteatro in zona Mirto. Sempre a valle si trova in una rocca il castellaccio oggi distrutto.